# The Next Step (serie televisiva)
The Next Step è una serie televisiva canadese creata da Frank van Keeken girata in stile mockumentary.
La serie ha debuttato in Canada l'8 marzo 2013 su Family Channel, mentre in Italia su Sky Uno il 25 ottobre dello stesso anno. 
Il 20 giugno 2016 è stata rinnovata per una quinta stagione. In seguito è stata rinnovata anche per una sesta stagione, in onda in lingua originale nella primavera del 2018. Nell'agosto 2019 sono iniziate le riprese della settima stagione, in onda in lingua originale dall'8 gennaio 2020. Nei primi mesi del 2022 iniziano le riprese per l'ottava stagione.Nell’agosto del 2023 iniziano le riprese della nona stagione.Nel 2024 viene annunciato che la serie si concluderà con la decima stagione, in uscita l’anno seguente.
La serie ha inoltre uno spin-off, Lost & Found Music Studios.

## Trama
The Next Step segue le vicende di un gruppo di ballerini iscritti al The Next Step Dance Studio che studiano e si allenano per vincere una serie di concorsi di ballo. Oltre alla danza, la serie è accompagnata da amori, rivalità, amicizie e incomprensioni che renderanno le vite dei ragazzi più avvincenti e sentimentali.

### Prima stagione
I ballerini della Next Step Dance Studio sono determinati a vincere le prossime gare regionali, per arrivare alle nazionali. I ballerini del gruppo A del nuovo anno sono Emily, il capogruppo, Riley, la sorella di Emily, Michelle, la nuova arrivata-capogruppo, Eldon, Daniel, Stephanie, Tiffany, Chloe, James e West escludendo Giselle, una ragazza del gruppo A dello scorso anno specializzata nella Danza Acrobatica. Dopo l'abbandono di Emily, presa nel gruppo dell'Elite ma che poi dopo l'infortunio di Daniel torna nel gruppo A, Giselle supera l'audizione rientrando nella compagnia di ballo e partecipando alla gara. I ballerini andranno alle Regionali passando tutti i turni e superando alcuni ostacoli come l'errore di Riley nel turno prima delle semifinali contro i Seeds, arrivando in finale contro la loro squadra nemica, l'Elite. Finalmente il sogno di batterla si avvera e la Next Step è la vincitrice di questo concorso passando automaticamente alle nazionali. Ma la tensione è alta, perché Michelle si fidanza con Eldon, cosa non approvata da Emily, ex ragazza di Eldon, provando molto rancore nei confronti dei due. I ballerini riusciranno ad andare alle nazionali senza nessun ostacolo?

### Seconda stagione
Dopo la vittoria alle gare regionali, i ballerini del gruppo A si ritrovano a gareggiare per le gare nazionali. Kate decide di fare un'ulteriore audizione per riformare il gruppo A per assicurarsi di avere il meglio nel gruppo delle nazionali. A questa selezione partecipa anche Amanda, il capogruppo dell'Elite, che ha lasciato la sua scuola per entrare alla Next Step. Insieme a lei arrivano nuovi ballerini per partecipare all'audizione come Hunter che poi si scopre essere l'ex di Michelle , Thalia, Jake, Cass, Morgan,  Charlie, Noah e Richelle. Di loro entrano nel gruppo A solo Amanda, Hunter e Thalia insieme agli altri ballerini del gruppo A escludendo però Tiffany e Stephanie. Nel nuovo anno accadono diverse tragedie come l'abbandono di Daniel per non aver ottenuto l'assolo, la scoperta del tradimento di Amanda che era ancora il capitano dell'Elite e infine l'abbandono di Michelle a causa dei problemi tra lei Hunter ed Eldon, ma fortunatamente viene convinta da Riley e James che nel loro rapporto hanno diversi problemi a causa di Beth e il bacio con James che poi vengono risolti, organizzando un flashmob in onore di Michelle e lei torna nel gruppo A più agguerrita di prima.
Anche con queste incomprensioni il gruppo andrà alle nazionali senza Amanda, ma quando Emily si infortuna nel turno delle semifinali e non riesce a ballare a causa del dolore per il ginocchio, Amanda si offre di sostituirla. Così Amanda lascia definitivamente l'Elite e ritorna alla Next Step ballando con gli altri ballerini il numero finale riuscendo ad aggiudicarsi al primo posto sconfiggendo la L.O.D vincitrice negli ultimi anni delle Nazionali. Tornando nella scuola dopo la vittoria Kate trova un avviso che prevedeva lo sfratto della Next Step dall'edificio. Lucien proprietario del Elite dance Academy, si offre di "salvare" a suo vantaggio la Next Step, a patto che le due scuole si uniscano e vadano alle Internazionali insieme.

### Terza stagione
Dopo la vittoria delle gare nazionali le squadre della Next Step e dell'Elite si fondono perché il proprietario dell'Élite sfratta la "Next Step", obbligandola a tenere delle audizioni per la squadra che andrà agli internazionali, in cui il gruppo A conferma la sua squadra: Eldon, Riley, Giselle, West, Amanda e Thalia mentre Michelle farà solo da riserva visto che non è riuscita a prepararsi al meglio per la gara a causa della sua situazione familiare. Emily intanto viene visitata al ginocchio quando scopre di quanto sia grave l'infortunio subito alle nazionali, guaribile solo entro un anno. Non volendo rinunciare alle internazionali racconta questo suo segreto solo a Stephanie che si affretta nel raccontarlo a Riley. Quest'ultima dimostra a Kate l'incapacità di esibirsi della sorella; nel frattempo Noah passa al gruppo A per le internazionali. Richelle farà parte del gruppo B, con Skylar, Shannon e Abi. Si uniranno alla squadra delle internazionali Max, Cierra e Shantel, ma quest'ultima abbandona dopo esser stata sconfitta da Giselle, favorendo clamorosamente il ritorno di James. Chloe, poi, è costretta ad abbandonare la Next Step, in quanto entra a far parte di una compagnia di balletto della Reine che metterà in scena "lo Schiaccianoci" e verrà sostituita da Stephanie. Neanche Hunter passa l'audizione per la squadra internazionale perché battuto da Eldon, che lo aveva già battuto precedentemente. Amanda va in Svezia per uno scambio culturale e alla "Next Step" arriva Ella, una ragazza dell'Inghilterra che farà molta amicizia con Riley, anche se le ruberà l'assolo agli, Internazionali, vincendo il titolo di "miss assolo internazionale". Dopo tanti imprevisti, prove difficoltose, la Next Step riuscirà a vincere gli internazionali, anche con l'aiuto, pur parziale, di Daniel, che, nel frattempo, ha saputo da internet che Lucien (il vecchio proprietario dell'Élite-Next Step Dance Studio) è diventato un giudice dei campionati internazionali di danza, aiutando la Next Step con un video inviato da Daniel stesso a Giselle per email in cui si vede Lucien che sta parlando con due dei suoi allievi all'Élite, sancendo, di fatto, la squalifica di Lucien stesso, dopo che Giselle stessa ha mostrato il video a Kate, che, a sua volta, lo ha mostrato ad uno degli organizzatori dei campionati internazionali di danza di quell'anno. Anche se il fatto della squalifica di Lucien non influisce sul risultato della gara (Next Step Dance Studio: 97 - Avversario: 92+5, quindi un pareggio), la Next Step riuscirà a vincere gli internazionali solo dopo i duetti di spareggio, che vengono usati per la prima volta nella storia della competizione internazionale, in cui la Next Step farà partecipare James e Riley.

### Quarta stagione
Dopo aver gareggiato a Miami la Next Step è diventata molto famosa nel campo della danza. Tuttavia, molti ballerini importanti la lasceranno: West, Eldon e James per una gara internazionale di Hip-Hop a Londra, Thalia andrà in Polonia per lavoro, Max per andare al college, Stephanie per proseguire la carriera da attrice a Los Angeles e Giselle per far parte di una compagnia itinerante di danza classica . Ma arriveranno anche dei nuovi ballerini: Piper, sorella minore di James, Henry, Alfie, Sloane, Skylar dal gruppo B e LaTroy, mentre resteranno Noah, Michelle, Amanda che si fidanzerà con Noah, Richelle che arriva dal gruppo B, Cierra che successivamente non entra nel gruppo A per dare spazio alla sorella, e Riley, che, successivamente, diventa proprietaria della scuola per la partenza di Kate in Inghilterra per uno show televisivo. All'inizio, la Next Step non riesce a qualificarsi ai regionali per l'infortunio di Noah, ma poi James e Alfie faranno un duetto e si qualificheranno. Mentre James è a Londra, Riley si prende una cotta per Alfie e lascia James per Alfie. Poi però capisce che James è l'amore della sua vita e lo raggiunge a Londra e pianta in asso Alfie che ritorna in Svizzera. Ai campionati regionali la Next Step perde Sloane per un'espulsione, e Michelle per uno svenimento ma per fortuna ritorna Alfie. La Next Step raggiunge la finale, ma perde contro i Gemini.

### Off season 1
La off season è una mini serie di The next Step composta da 15 episodi della durata di 1 o 3 minuti che racconta cosa è successo dalla fine della quarta stagione all'inizio della quinta. È disponibile sul canale YouTube della serie. È in lingua originale. 
- Kate ed Emily sono tornate.
- Riley abbandona la Next Step e continua gli studi
- I Gemini hanno vinto gli internazionali.
- Amanda è andata nel tour internazionale insieme a Giselle.
- Noah e Amanda si sono lasciati.

### Quinta stagione
È arrivato un nuovo anno, e molti nuovi ballerini provenienti da altre scuole e anche del gruppo B sono pronti per fare le audizioni per entrare nel gruppo A, questa volta capitanato da Emily (come coreografo Daniel). Dopo aver fatto le audizioni Emily e Daniel decidono di escludere molti bravi ballerini come Amy, LaTroy e Skylar. Michelle essendo entrata nel gruppo A è in disaccordo con Emily riguardo alla scelta dei ballerini quindi decide di tirarsi fuori dal gruppo e con la approvazione di Kate decide di creare la TNS WEST (contenente i ragazzi che non sono stati presi nel gruppo A) contro la TNS EAST (con i ragazzi che sono stati presi fin dall'inizio). Sarà una battaglia spietata perché alla fine solamente uno dei due Team potrà andare ai regionali. Emily (East) e Michelle (West) avranno molti modi differenti per allenare i ragazzi, ad esempio durante gli allenamenti la TNS East non può utilizzare i cellulari al contrario della TNS West. Infine le due squadre capiscono che insieme potrebbero andare ai regionali e votano come capitano Noah. Emily e Michelle diventano co-direttrici.
La squadra ufficiale è formata da Noah e la sua ragazza Jaquie, Richelle e la sua migliore amica Lola, Piper, Josh, Henry, Zara, Kingston, Ozzy e Heather la barista.
Per vincere le selezioni i ballerini devono girare un video e infine decidono che racconterà la loro storia "prima separati, ora uniti e più forti". A Richelle viene assegnato un assolo sulle punte, ma dopo una caduta si farà male all'anca e lo racconterà solo a Lola che, decisa a non farla ballare per paura che si faccia male seriamente, le spezza una scarpetta. Richelle allora crede che sia stata Zara perché era contro di lei che aveva gareggiato per l'assolo, ma Lola le confessa tutto. Richelle aggiusta la scarpetta, ma Daniel, vedendola soffrire, capisce e racconta tutto a Emily che decide di farla gareggiare lo stesso e di non farne parola con nessuno.
Il video viene girato alla perfezione e vengono presi per i regionali, ma Richelle ormai si è fatta male seriamente all'anca e Kate arrabbiata sgrida Emily e Michelle (anche se Michelle non ne sapeva nulla) dicendo loro che dovrà prendere seri provvedimenti.

### Off season 2
Tutti i ballerini della next step (eccetto Lola, Josh, Zara e Heather) fanno un provino per una famosa accademia di danza; a queste audizioni partecipano anche altri ballerini che non conoscevamo, come Summer, Kenzie, Finn, Ty, Simon e Lily.
L'ultimo episodio è in un ospedale dove Richelle (infortunata nella quinta stagione) deve fare una visita poiché il suo infortunio è molto grave.

### Sesta stagione
Miss Kate ingaggia una nuova proprietaria dello studio, Miss Angela, che si presenta subito in modo scontroso ai ragazzi. Porta con sé altri ballerini che diventeranno membri fissi del gruppo A: Summer, Finn, Kenzie e Lily, sua figlia. La nuova proprietaria distrugge l’autostima di Piper, dicendo che è la ballerina più debole del gruppo. I ragazzi quindi, arrabbiati per come Miss Angela li tratta, attuano un piano per cacciarla dallo studio. Richelle, ritornata alla Next Step dopo un grave infortunio, finge di essere amica di Lily per scoprire cosa nascondono quest’ultima e la madre. Alla fine si scoprirà che Miss Angela vuole cambiare il nome dello studio; Kate, venuta a saperlo grazie ai ragazzi, la caccia immediatamente. Finalmente Piper si sente a proprio agio e i ragazzi possono iniziare a prepararsi per le Regionali. Ma non è finita qui, poiché miss Angela decide di creare un nuovo studio di danza per sconfiggere la Next Step. I ragazzi allo studio decidono di organizzare un ballo. Henry fa la proposta ad Amy che però è costretta a rifiutare poiché, sicura che Henry non volesse invitarla, aveva già accettato di andare con Ty, un membro dell’AcroNation(nuovo gruppo guidato da Thalia e Eldon). Dopo un tira e molla continuo tra Amy e Henry, quest’ultimo dopo aver visto Amy baciare Ty decide di lasciar perdere e andare avanti, e inizia a frequentare Summer.  Intanto Amy a causa della tensione all’interno del gruppo A e alla poca visibilità che Michelle e Emily le stavano dando, decide di abbandonare la Next Step e entra a far parte dell’AcroNation. Piper fa amicizia con un nuovo ballerino del Gruppo A, Finn. Ozzy e Kingston passano dall’essere migliori amici a rivali, poiché Ozzy rivela a Michelle e Emily che l’amico, per focalizzarsi sulla danza, sta prendendo dei brutti voti a scuola. Noah decide di andarsene, e condivide alle regionali un ultimo emozionante duetto con la sua migliore amica Richelle. Le regionali sono arrivate e la Next Step si gioca il titolo regionale con la squadra di Miss Angela. In seguito però si scoprirà che Angela aveva provato a corrompere i giudici, e per questo il suo studio viene squalificato. La Next Step quindi ritorna in finale contro l’AcroNation, e vince.

### Off season 3
Amy torna dalla Acronation alla Next Step. Michelle rivela ad Emily di voler lasciare la Next step per inseguire il suo sogno di ballerina, e quest'ultima non la prenderà affatto bene. Richelle è diventata la faccia della absolute dance, Lily si fa rivedere alla Next Step, Noah abbandona lo studio e Jacquie lo segue. La next step ha un nuovo proprietario.

### Settima stagione
Dopo la vittoria del gruppo A alle Regionali, i ragazzi devono iniziare a prepararsi alle Nazionali. Ci saranno grandi cambiamenti: Noah e Jacquie decidono di lasciare il gruppo, e anche Michelle, dopo tanti anni alla Next Step, vuole fare un passo avanti nella sua carriera, e quindi decide di andarsene. Inizialmente Emily non la prende molto bene, ma alla fine capisce la scelta della sua amica e la lascia andare. Al suo fianco arriverà il nuovo proprietario dello studio, Nick. Ora il gruppo A è pronto a ricominciare e ad allenarsi poiché le Nazionali sono dietro l'angolo. Lily riesce a riconquistare la fiducia dei compagni e diventa membro fisso del gruppo. Ad unirsi all'A-troupe saranno anche due nuovi ragazzi, Heathcliff e Cleo, nel ruolo di sostituiti. Nick presenta ai ragazzi del gruppo A un'occasione incredibile: partecipare al famosissimo talent show "Dance Mania". I ragazzi allora decidono di iniziare a prepararsi per le audizioni, anche se Emily non approva. Summer trova alcune difficoltà a causa del suo nuovo ruolo da capitano. La squadra le volta le spalle cambiando la sua coreografia e scegliendo di svolgere quella proposta da Richelle. A causa delle tensioni nel gruppo e della sua rottura con Henry, Summer non si sente più a suo agio nel gruppo A, e decide di fare il provino di Dance Mania come ballerina solista. Purtroppo però non viene accettata, mentre il gruppo A viene ammesso a Dance Mania. I ragazzi sono emozionati e felici di mettersi alla prova, ma arriva una brutta notizia: chi partecipa a Dance Mania viene considerato un ballerino professionista, quindi i ragazzi non possono partecipare alle Nazionali. 
I ragazzi del gruppo A decidono di continuare questa nuova avventura, sotto la supervisione di Nick. Mentre tutte le speranze di Emily ricadono sul gruppo B, che avrà l'occasione di partecipare alle Nazionali. Summer decide di entrare a far parte del gruppo B e, insieme a Cleo, aiuterà la squadra a prepararsi al meglio per le Nazionali. Emily incontra Michelle nello studio 1, che le chiede di aiutarla con un'audizione e le propone di creare un proprio tour con lei. Richelle lascia il gruppo A e fa anche lei l'audizione come solista per Dance Mania e viene presa. Summer prende il suo posto e ritorna nel gruppo A, e Presley entra nel gruppo B; in più nel gruppo B nasce un amore tra Jude e Cleo. Inizia dunque la competizione e nel primo round la The Next Step perde contro i J-Cruise, ma può recuperare nel round di resurrezione. Ottiene un 96 e cosi passa direttamente in finale contro Richelle,che ha ottenuto 98, e contro i J-Cruise. Nella finale. Emily decide infine di andare in tour con Michelle e lasciare la Next Step, mentre Richelle decide di gareggiare con il gruppo A, che per questo motivo viene squalificato automaticamente dalla gara. Grazie alla squalifica di Maria(un giudice) i ragazzi non sono più considerati ballerini professionisti e possono gareggiare alle Nazionali. Tuttavia il gruppo B è infuriato dopo essersi preparato duramente.
Off Season 4
L'absolute dance (l'agenzia che organizza regionali, nazionali e internazionali), è stata comprata da un'altra agenzia, motivo per cui le nazionali sono state fermate per un anno. Henry ha lasciato la scuola per trasferirsi e Amy ne è un po' sconvolta. Nic ora è da solo ed è molto preoccupato per quello che succederà; arriva alla Next step Tiara, una fan della scuola che li ha promossi sui social durante Dancemania, che ora è lì per qualche intervista: tutti sembrano particolarmente freddi verso di lei, così la ragazza decide di intervistare la temibile Maria, giudice di Dancemania che rivela retroscena che sporcano il nome della Next Step. I ragazzi sono delusi e tutto questo non aiuta Nick, che ancora una volta si dimostra ansioso.

## Episodi
| Stagione         | Episodi | Episodi | Prima TV USA | Pubblicazione Italia |
| ---------------- | ------- | ------- | ------------ | -------------------- |
| Prima stagione   | 30      | 14      | 2013         | 2013                 |
| Prima stagione   | 30      | 16      | 2013-2014    | 2014                 |
| Seconda stagione | 34      | 17      | 2014         | 2015                 |
| Seconda stagione | 34      | 17      | 2014-2015    | 2015                 |
| Terza stagione   | 30      | 15      | 2015         | 2016                 |
| Terza stagione   | 30      | 15      | 2015         | 2016                 |
| Quarta stagione  | 40      | 20      | 2016         | 2017                 |
| Quarta stagione  | 40      | 20      | 2016-2017    | 2017                 |
| Quinta stagione  | 20      | 10      | 2017         | 2018                 |
| Quinta stagione  | 20      | 10      | 2017         | 2018                 |
| Sesta stagione   | 26      | 13      | 2018         | inedita              |
| Sesta stagione   | 26      | 13      | 2019         | inedita              |
| Episodi speciali | 2       | 2       | 2019         | inedita              |
| Settima stagione | 24      | 11      | 2020         | inedita              |
| Settima stagione | 24      | 13      | 2020         | inedita              |
| Ottava stagione  | 27      | 13      | 2022         | inedita              |
| Ottava stagione  | 27      | 14      | 2022         | inedita              |
| Nona stagione    | 22      | 11      | 2024         | inedita              |
| Nona stagione    | 22      | 11      | 2024         | inedita              |

## Personaggi e interpreti

### Personaggi principali

#### Dalla prima stagione
- Emily, interpretata da Alexandra Beaton (stagioni 1-2, 5; ricorrente 3-4, 6-7) è doppiata in Italia da Joy Saltarelli.
Prima ballerina e capitano del gruppo A, è presuntuosa, e anche poco aperta alle decisioni degli altri. Specializzata in danza contemporanea, è anche la fondatrice del gruppo delle E-girls. Odierà Michelle sin dal primo sguardo, per poi vedersi strappato da lei il posto di capogruppo, che successivamente condivideranno. Si fidanza con Eldon, ma si lasceranno proprio a causa di Michelle, fatto che riaccenderà le tensioni tra loro. Nella seconda stagione incontra Hunter, l'ex di Michelle, e con lui escogita un piano per far lasciare Michelle ed Eldon, ma poi capirà che non vuole stare con Eldon, ma con Hunter, cosa che si realizzerà. Intanto, Emily scopre che Amanda sta tramando qualcosa contro la Next Step e, con la sorella Riley, escogita un piano per farla cacciare dalla squadra. Per far sì che il piano fili liscio, Emily dovrà fare in modo che Amanda si fidi di lei, dovendo quindi lasciare Hunter. Comincia a passare del tempo con West e durante i nazionali si scambiano il loro primo bacio. Durante i campionati nazionali, Emily subisce un grave infortunio a un ginocchio e non può ballare in finale, tanto che viene sostituita da Amanda. Nella terza stagione i medici le comunicano che non potrà ballare per un periodo di sei mesi o addirittura di un anno perché, se dovesse ballare su quel ginocchio prima del tempo, potrebbe rompersi definitivamente. Inizialmente vuole comunque ballare, non seguendo i consigli dei medici, e confida il suo segreto a Stephanie, la quale ne parla con Riley che prova a fare ragionare Emily senza alcun risultato. Quindi, non avendo scelta, annuncia a tutti la verità sull'esito medici. Kate infatti non permette ad Emily di esibirsi per i provini delle internazionali; inizialmente la ballerina è sotto shock, ma successivamente capisce i rischi che poteva correre danzando. Non potendo più ballare fino alla completa guarigione del suo ginocchio, lascia il diario del capitano a Richelle, dato che vede in lei un futuro capitano. Emily, tornerà poi a metà della quarta stagione, su richiesta di Michelle, per aiutare Riley a rimettere in sesto la scuola, è in parte anche grazie a lei che la Next Step supererà le qualificazioni, garantendosi un ruolo ai Regionali. Nella quinta stagione la Next Step si divide ed Emily diventa proprietaria della Next Step East, dirigendo un gruppo di abilissimi ballerini di danza contemporanea e classica, con una tecnica impeccabile. In seguito decide di mettere da parte le divergenze con Michelle e collaborare, ma a causa dell'infortunio di Richelle sotto la loro supervisione, Kate decide di licenziare entrambe. Nella sesta stagione, dopo aver lavorato in un bar, riescono ad ottenere di nuovo il lavoro alla Next Step. Nella settima stagione si occuperà della Next Step insieme a Nick, dato che Michelle è partita per un tour di professionisti per avere una carriera da ballerina. Alla fine della stagione però decide di partire insieme a Michelle.
- Michelle, interpretata da Victoria Baldesarra (stagioni 1-6; guest 7) è doppiata in Italia da Letizia Scifoni (st. 1-4) Ilaria Latini (st. 5) 
Fascinosa e talentuosa ballerina contemporanea, si è appena trasferita dal Wisconsin e si attirerà subito l'odio di Emily. In seguito ad una sfida, riesce a conquistare il posto di capogruppo, che condividerà successivamente con la stessa Emily. Si innamora quasi a prima vista di Eldon, con il quale si fidanzerà durante il periodo delle regionali. Nella 2ª stagione ritrova Hunter, il suo partner di danza mentre era in Wisconsin, ma, per colpa di quest'ultimo, Eldon la lascia e, dopo avere visto Hunter ed Emily baciarsi, lascia la scuola, ma verrà convinta dai ragazzi a ritornare. Appena tornata a scuola, inizia a provare il suo assolo per le nazionali, aiutata da Eldon che le farà riacquistare fiducia in sé stessa. Durante le nazionali, riesce a battere Amanda nell'assolo e porta la Next Step alle semifinali. Nella terza stagione, i suoi genitori si separano e in ciò riscontra molti problemi, in quanto non potrà sempre assistere alle lezioni di ballo e non riuscirà a prepararsi al meglio per gli internazionali, anche causa di ciò non potrà ballare, ma farà solo da riserva. Nella quarta stagione fa parte del gruppo A come membro titolare e manipolerà Piper, per stimolarla a diventare più competitiva. Parteciperà nel piccolo gruppo per le qualificazioni alle Regionali insieme a Richelle, Amy, Alfie e Noah, avendo battuto Piper per l'ultimo posto, nonostante ciò il gruppo perderà. Una volta vinte le qualificazioni grazie al duetto, Riley ed Emily le affideranno l'assolo ed anche il trio insieme ad Amy e Richelle ai regionali. Michelle sceglie di prepararsi al meglio che può sul suo assolo in modo da non aver bisogno di competere anche nel trio; quando però si accorgono di aver frainteso le istruzioni dei campionati, non sarà più Michelle a fare l'assolo, bensì Sloane; ma quando la ragazza viene squalificata, e adesso la vittoria è nelle mani del trio, Michelle decide di provare fino allo sfinimento la coreografia, dimenticandosi però della sua salute, già manifestatosi non essere nelle migliori condizione quando avverte i primi capogiri. Durante il trio, infatti, Michelle sviene sul palco, nonostante ciò il trio riesce comunque ad aggiudicarsi la vittoria. Una volta rimessasi in sesto, Michelle riesce a convincere Riley a farla ballare nel team della finale, nonostante il suo grande sforzo, la Next Step perdrà i campionati regionali. Nella quinta stagione Michelle diventa la proprietaria con la parte Ovest della Next Step in competizione con Emily. Dirige un gruppo aperto a tutti gli stili, dall'hip-hop alla danza classica. Nella sesta stagione guiderà il Gruppo A insieme ad Emily. Nella settima stagione decide di proseguire il suo sogno di ballerina e lascia lo studio.
- Riley, interpretata da Brittany Raymond (stagioni 1-4; guest 5) è doppiata in Italia da Giulia Tarquini.
È la sorella minore di Emily, da cui è costantemente oscurata nonostante sia una bravissima ballerina. Componente delle E-girls, ne verrà esclusa proprio dalla sorella per aver difeso Michelle a inizio serie rimanendone distrutta, ma, alla fine, tutti a poco a poco lasceranno il gruppo, quindi Emily, oramai da sola, fa pace con lei. Nonostante sia timida e insicura, Riley è una delle ballerine più coraggiose, cosa che dimostra particolarmente quando, chiedendo aiuto a James decide di togliere a sua sorella il ruolo di capogruppo in quanto non la ritiene idonea all’incarico. Riley è una ragazza seria e responsabile ma anche molto timida, lotta sempre per ciò che ritiene giusto ma spesso è negativa, ansiosa e nervosa. Sebbene sia estremamente testarda nell’ammetterlo, Riley è innamorata di James, sebbene inizialmente lo ritenesse uno sbruffone, e quando quest’ultimo sta per essere cacciato dalla scuola a causa dei suoi scarsissimi voti in matematica, lei gli promette che se avesse preso un voto maggiore o uguale al sette, sarebbe andata ad un appuntamento con lui. Quando James supera brillantemente l’esame, i due vanno al loro primo appuntamento dove si scambiano il loro primo bacio e si mettono insieme. Durante la coreografia ai regionali, la mano di Riley si impiglia nel fermacapelli, facendo perdere il turno alla squadra. Nonostante il piccolo disguido, la Next Step viene però ripescata vincendo così i campionati e battendo l’Elite. Nella seconda stagione si taglia i capelli e, dopo avere ottenuto il passo a due per i campionati nazionali, vede Beth (la ex di James) e James baciarsi; quindi prima chiude con lui, poi lascia il passo a due a Giselle e Thalia. Per tornare con James, su sua richiesta, Riley fa una lista di compiti che James supera brillantemente e così ritornano insieme. Durante i nazionali grazie al loro duetto, che Giselle e Thalia cedono loro volentieri,  fanno passare la Next Step al turno successivo. Nella terza stagione farà parte del gruppo A grazie a James, che si ritirerà dalla sfida contro la sua amata per farle passare l'audizione; all’inizio tra i due c’è della tensione, perché si erano promessi che avrebbero dato il massimo entrambi e che ciò non avrebbe interferito con il loro rapporto; ma quando James abbandona l’audizione, i due litigano anche se ben presto Riley comincerà a capire che James si è sacrificato per la loro relazione. Nonostante tutto James, dopo l’abbandono di Chantel, torna a far parte del gruppo A. A questo punto il loro rapporto sembra filare liscio, finché non arriva Ella, ballerina trasferitasi dall'Inghilterra per lo scambio secondo le regole degli internazionali. Ella comincerà a portare Riley su una strada diversa, una strada che Riley non aveva mai percorso prima; le due cominciano a passare tanto tempo insieme e ben presto Ella diventa la migliore amica di Riley, a discapito della sua relazione con James con il quale non ha più molto tempo rimanente da passare insieme, considerando il fatto che lei vuole passare il tempo con Ella e James con la sua band. James e Riley litigano a causa della mancanza che provano l’uno nei confronti dell’altra, James non riesce a comprendere il comportamento della ragazza, fino a quando Riley non gli spiega che il vero motivo del loro allontanamento è stata la band della quale James fa parte. Allora James, per far felice la ragazza che ama, lascia la band, e Riley, che si sente molto più sicura insieme a lui, lo perdona. Durante il turno dell’assolo agli internazionali, Ella che dovrà battersi contro Riley le ruba l’assolo e Riley termina così la loro amicizia. Nonostante ciò la Next Step riesce a vincere i campionati, ancora una volta grazio al duetto di Riley e James. Nel mentre degli internazionali, James le confessa di voler ritornare con la band, e Riley, anche se inizialmente non approva, se ne fa una ragione e dichiara che lo sosterrà sempre, con la promessa da parte di James di stare sempre insieme. Nella quarta stagione si tinge i capelli di biondo e diventa proprietaria della Next Step, in quanto Kate parte per l'Inghilterra per fare da giudice in un talent-show. Mentre Riley è la proprietaria della scuola, James parte per Londra per partecipare ad un concorso di danza Hip - Hop; durante la sua assenza Riley comincia a provare dei sentimenti per Alfie, e a metà della quarta stagione si scambiano il loro primo bacio venendo però visti da Piper, la sorella di James, che doveva fare il duetto con Alfie alle qualificazioni per passare ai regionali. Quando James comincia a notare lo strano comportamento della sorella e della fidanzata decide di tornare. Quando arriva, Riley gli confessa di aver baciato Alfie e nonostante la sua delusione, decide di perdonarla. Riley però continua a nutrire i suoi sentimenti per Alfie e, su consiglio di Emily e per il bene della scuola, lascia James. Successivamente Riley si mette con Alfie, ma dopo qualche appuntamento si accorge che non le piace veramente così come le piaceva James; così, su consiglio di Michelle, vola a Londra chiedendo perdono a James per le sue azioni e i due ritornano insieme. Una volta tornata alla Next Step, Riley può finalmente dedicarsi ai Regionali. Nonostante la scuola perderà la competizione, Riley ammette di aver imparato molto da questa sua esperienza, in particolare, quanto sia innamorata di James, che le regala un anello di fidanzamento, promessa del suo amore per lei in quanto troppo giovani per sposarsi, spera inoltre di potergliene regalare uno più bello quando un giorno le chiederà di sposarlo. nella quinta stagione, Riley non sarà un punto fisso della serie, in quanto decide di seguire le orme della sorella, lasciando la direzione della scuola a quest'ultima e Michelle per seguire una scuola d'affari.
- James, interpretato da Trevor Flannagan-Tordjman (stagioni 1-3; ricorrente 4; guest 5) è doppiato in Italia da Manuel Meli.
Abilissimo breakdancer e migliore amico di Eldon e West, è uno dei ballerini più esperti e talentuosi della scuola. Spiritoso, carismatico e instancabile, ha sempre la battuta pronta ed è sempre positivo ma fatica a prendere le cose sul serio, noto per essere un gran rubacuori abituato a conquistare e lasciare una ragazza dopo l'altra, si innamorerà completamente di Riley, con la quale si fidanzerà, conquistandola con la sua irrimediabile simpatia. James farà di tutto per stare con la ragazza, cercando continuamente di farla ridere e divertire. James sa dimostrarsi molto romantico e dolce e dimostra che quando si prefissa un obbiettivo fa di tutto per raggiungerlo. È carente in matematica; per questo motivo la madre decide di toglierlo dalla scuola, solo per due settimane su convinzione di Michelle. Grazie però a Riley, che lo aiuterà a studiare e gli proporrà un appuntamento se passerà l'esame con più del 70%, James viene riammesso alla Next Step aggiudicandosi il suo appuntamento con Riley, dove si metteranno insieme e si scambieranno il loro primo bacio. Durante la finale ai regionali, Beth, una delle sue ex, gli confessa di amarlo ancora, nonostante lui sia innamorato di Riley. Nella seconda stagione, Beth lo bacia, e Riley, dopo aver visto la scena, lo lascia, il che è grave perché avevano "conquistato" il passo a due per i nazionali che, per i loro disaccordi, lasceranno a Thalia e Giselle. James, resosi conto del grande sbaglio che ha fatto, dice a Riley che farà di tutto per riconquistarla. Riley gli commissionerà quindi una lista di compiti che dovrà svolgere e dopo ciò ritorneranno insieme. Nonostante la lista sia davvero complicata, James riesce a completare tutti gli obiettivi e si rimette con Riley. Ai nazionali, si esibiscono nel duetto e portano la Next Step all'assolo femminile, completando la vittoria con un bacio. Nella terza stagione, i suoi capelli diventano più lunghi, fino a formare una cresta. Non farà subito parte del gruppo A, in quanto si sacrifica per far entrare Riley nella scuola durante le nuove audizioni per la squadra internazionale. In seguito all'abbandono di Shantel, viene richiamato per far parte del team che andrà agli internazionali. Inizialmente tra lui e Riley fila tutto liscio, fino a quando non compare Ella, trasferitasi dall'Inghilterra per uno stage alla Next Step, che fa subito amicizia con Riley, la quale comincia a distaccarsi dallo stesso James. In seguito capisce che il vero problema non è Ella ma il fatto che lui passa troppo tempo con la band e sta trascurando Riley, che ne risente profondamente. Pur di far felice la ragazza che ama, James lascia la band e si riappacifica con Riley. Insieme partecipano alle internazionali e vincono grazie, ancora una volta, al loro duetto. Nonostante ciò, nella quarta stagione, James lascia la Next Step e ritorna con la sua band, ma promette a Riley che ci sarà sempre per lei. Insieme a Eldon e West partecipa a una competizione di Hip-Hop in Inghilterra. Durante la competizione decide di tornare a casa a causa dello strano comportamento di sua sorella Piper, che non fa altro che piangere da giorni, e della sua fidanzata. Una volta tornato viene a conoscenza del bacio tra Riley e Alfie, ma nonostante ciò decide di perdonarla in quanto lei l'aveva perdonato dopo il bacio con Beth. Quando però Riley lo lascia per stare con Alfie, decide di tornare a Londra, se non fosse per Emily che lo convince a restare e a gareggiare nel duetto alle qualificazioni con Alfie, per garantire alla squadra un posto ai campionati regionali. Dopo aver gareggiato e vinto, James ritorna a Londra, ma durante la competizione il suo unico pensiero fisso è sempre Riley, e questo gli causerà la perdita del primo round contro la squadra argentina arrivata in finale con loro. Quando però Riley si presenta nel bel mezzo della gara dicendogli che lo ama, i due si rimettono insieme e la Next Step vince grazie a lui. Quando alla Next Step manca un ballerino per partecipare alle finali, James mette da parte il suo orgoglio e va in Svizzera per cercare di convincere Alfie a tornare riuscendo nell'intento. Alla fine della quarta stagione regala a Riley un anello di promessa del suo amore per lei e le promette che un giorno gliene regalerà uno più bello quando le chiede di sposarlo. Nella quinta stagione, James non è più un punto fisso della serie in quanto decide di dedicarsi alla band e meno alla danza.
- Eldon, interpretato da Isaac Lupien (stagioni 1-3; ricorrente 4, 6; guest 5, 7) è doppiato in Italia da Flavio Aquilone.
Migliore amico di James, è considerato il miglior ballerino della scuola per via della sua eccellenza in ogni stile. Un ragazzo di buon cuore, generoso e altruista ma spesso sbadato e goffo se si tratta di sentimenti. È innamoratissimo di Emily fin da quando era bambino, che però lo rifiuta costantemente, ma ad un certo punto riuscirà a fidanzarsi con lei. Quando quest'ultima si trasferisce all'Elite, Eldon si accorge di provare qualcosa per Michelle durante le prove per il passo a due che stanno preparando, e i due si fidanzano alle Regionali dopo che lui ha lasciato Emily. Nella seconda stagione conosce Hunter, l'ex di Michelle, che lo sfida a una gara di ballo e come "premio" avrebbero avuto Michelle, ma questa gara sarà registrata segretamente da Amanda. Eldon perde e, dopo aver lasciato Michelle, che aveva fatto vedere il video della gara a tutto il gruppo A, perde anche l'assolo maschile per le nazionali. Capisce poi, quando Michelle e Hunter si lasciano, di non essere interessato come prima alla ragazza. Nella terza stagione, si innamora di Thalia ma essendo troppo insicuro per dichiararsi escogita vari piani per comunicare con la ragazza e lo stesso farà lei, fino a quando non vengono troncati da James, che a causa del periodo difficile che sta passando con Riley, consiglia all'amico di superare diverse prove per far sì che Thalia lo ami sempre di più. Alla fine riesce a mettersi insieme a lei. Nella quarta stagione inizialmente pensa che la Next Step sia ancora il posto giusto per lui, poi grazie all'aiuto di James capisce che non vuole più far parte del gruppo e anche se a malincuore saluta la scuola portandola sempre nel suo cuore.
- West, interpretato da Lamar Johnson (stagioni 1-3; ricorrente 4-5) e doppiato in Italia da Gabriele Patriarca.
Ex membro dei Seeds, una street crew, entra nel gruppo A per le sue abilità nella danza Hip Hop. Spiritoso e simpatico per natura, riesce sempre a tirare su il morale della squadra. Nella 2ª stagione, durante le nazionali, si innamora di Emily e quando vincono la bacia. Nella terza stagione fa parte del gruppo A e si esibisce alle internazionali. Nella quarta stagione lascia la Next Step per girare il mondo e va a Londra per partecipare ad una gara di Hip Hop con Eldon e James, i suoi migliori amici. Nella quinta stagione diventa capo coreografo della Next Step West.
- Giselle, interpretata da Jordan Clark (stagioni 1-3; guest 4, 6) e doppiata da Veronica Puccio.
È una bravissima ballerina acrobatica, un po' timida, ma molto energetica e con un favoloso sorriso stampato in faccia. È retrocessa al gruppo B, perciò verrà esclusa dalle E-girls, rientrando successivamente nel gruppo A in seguito al breve abbandono di Emily. È la migliore amica di Daniel fin dal infanzia. Nella 2ª stagione viene ammessa nel gruppo A e diventa subito amica di Amanda e Thalia. È molto legata a Becca, una ballerina del gruppo J di danza acrobatica in cui Giselle si vede da piccola. Nella terza stagione supera i provini per far parte del gruppo A, battendo il suo migliore amico Daniel; Daniel riesce a rovinare la sua amicizia entrando nella squadra avversaria della Next Step: l'Elite. Successivamente riesce a ottenere il ruolo di capitano, battendo Shantel (ex ballerina dell'Elite). Alle internazionali si esibirà come solista femminile, in quanto Riley, dopo l'imbroglio di Ella, ha perso il suo assolo. Nella quarta stagione viene accettata in una compagnia di danza itinerante ed è costretta a lasciare la scuola. Torna verso la fine per comunicare ad Amanda che le hanno proposto di entrare a far parte della compagnia .
- Chloe, interpretata da Jennifer Pappas (stagioni 1-3; guest 6) e doppiata in Italia da Letizia Ciampa.
È una ballerina classica dal carattere dolce e delicato, molto fragile ha sempre bisogno di approvazione. Entra nelle E-girls perché convinta di entrare in un gruppo che somigli a una famiglia, sogna da sempre di farlo ma essendo del gruppo B non ne ha mai avuto l'occasione, quando a inizio serie passa i provini per il gruppo A viene ammessa nel gruppo prendendo il posto di Giselle. Quando però viene a contatto in prima persona con il carattere prepotente di Emily capisce che non è così bello come pensava essere una E-girls e si schiera dalla parte di Michelle diventandone molto amica. A causa dei problemi economici della sua famiglia, sarà costretta a svolgere due lavori per pagarsi le rette della scuola, venendo poi aiutata dai suoi amici. Nella seconda stagione, viene chiamata da Kate per insegnare propedeutica ai bambini , chiede aiuto a West, ma lui si unisce a loro. Aiutata da una bambina di nome Margie, supera la sua paura per i bambini. Nella terza stagione, aiuta West con un provino di danza classica in una recita di una scuola molto famosa e le viene offerto la possibilità di entrare in questa scuola. Con l'aiuto di West e il consiglio della tenera Margie, entra a far parte di questa scuola, dovendo però lasciare la Next Step.
- Tiffany (Tamina Pollack-Paris) (stagione 1; ricorrente 2; guest 4) e doppiata in Italia da Eva Padoan.
Eccellente ballerina di Hip Hop e membro delle E-girls, è un'amica stretta di Emily, seppur non appoggiandola in tutto e per tutto e quando capisce che l'amica sta esagerando cerca di metterle un freno. Si schiera dalla parte di Michelle per la decisione del nuovo capogruppo, attirandosi la rabbia di Stephanie ed Emily. Nella seconda stagione, viene retrocessa nel gruppo B, ma, a differenza di Stephanie, continua a impegnarsi come se dovesse partecipare alle nazionali. Mentre nella terza stagione non è presente, nella quarta stagione appare come guest star e chiama per il provino Amanda e Giselle.
- Stephanie, interpretata da Samantha Grecchi (stagione 1; ricorrente 2-3; guest 4) e doppiata in Italia da Chiara Oliviero.
Migliore amica di Emily a pieno titolo e membro delle E-girls, è un'ottima ballerina jazz. Aiuta Emily in tutto appoggiandola costantemente, anche quando questo implica il non essere leale. Oltre alla danza è appassionata di altre discipline artistiche, tra cui la recitazione in particolar modo. Nella 2ª stagione non viene accettata nel gruppo A. All'inizio è molto arrabbiata, poi inizia a divertirsi molto nel gruppo B perché non deve per forza essere seria. Nella terza stagione, grazie a Emily, riesce a superare i provini per far parte del gruppo A, così da poter partecipare alle internazionali. Inizialmente, come nella prima stagione, prova odio per Michelle che non si presenta alle prove di ballo, ma quando capirà la sua situazione famigliare si comporta da vera amica. Nella quarta stagione in lacrime saluta la Next Step per trasferirsi a Los Angeles e proseguire la carriera di attrice.
- Daniel, interpretato da Brennan Clost (stagione 1; ricorrente 2-5) e doppiato in Italia da Alessio De Filippis.
Talentuoso ballerino contemporaneo con influenti ed evidenti basi classiche, è uno dei più bravi della scuola. Migliore amico di Giselle fin dall'infanzia, gli viene affidato l'assolo delle regionali, che non potrà eseguire per via di un infortunio grave alla caviglia. Nella seconda stagione passa le audizioni per il gruppo A, ma non ottiene l'assolo e quindi lascia la scuola e si trasferisce alla Superstar Academy, scuola dove è stato assunto Chris, l'ex coreografo della Next Step. Alle nazionali compete con Eldon per vincere nell'assolo maschile, ma al contrario delle sue aspettative, perde e capirà di non essere bravo quanto lui. Nella terza stagione entra nell'Elite, ma non riesce a superare i provini per far parte del gruppo A. Nonostante ciò incontra la Next Step agli internazionali e li aiuta a sbarazzarsi di Lucien grazie a un suo filmato fatto di nascosto. Nella quarta stagione diventa il coreografo della Next Step in assenza di Phoebe.

#### Dalla seconda stagione
- Amanda, interpretata da Logan Fabbro (stagioni 2-4; ricorrente 1) e doppiata in Italia da Rachele Paolelli.
È una bravissima ballerina, ex capogruppo dell'Elite, che entra nel gruppo A in seguito alle audizioni della Sfida, tutti si fidano di lei pensando che sia veramente cambiata anche se in realtà i suoi scopi sono di sabotaggio. Avendo completato il compito assegnatogli, Amanda ritorna nell'Elite ma dopo un po' si accorge che la Next Step è la sua vera famiglia, così li aiuta a vincere le Nazionali. Nella terza stagione riesce a superare i provini per il gruppo A, dopo aver battuto Tess. Avendo però riscontrato problemi famigliari si allontana dal ballo, e rimane alterata quando Kate, Giselle e Thalia la sostituiscono con Max per il piccolo gruppo. In seguito partecipa alle internazionali come riserva insieme all'amica Michelle. Nella quarta stagione fa un provino con Giselle per far parte della compagnia itinerante, ma viene respinta; non fa in tempo a partecipare alle audizioni per il gruppo A ma ci entra comunque, si innamora di Noah e si fidanza con lui. Riley le chiede poi di essere riserva nelle finali regionali. La compagnia di danza dove aveva fatto il provino insieme a Giselle, le chiede di partecipare a un tour,ma lei rifiuta perché vuole rimanere nella squadra. Nella quinta stagione non è presente perché si unisce a Giselle nella compagnia di danza.

- Thalia, interpretata da Taveeta Szymanowicz (stagioni 2-3; guest 4-5; ricorrente 6)
Ballerina che entra nel gruppo A in seguito alla Sfida per partecipare alle nazionali; nella terza stagione passa le audizioni per partecipare alle internazionali, si innamora di Eldon, ricambiato, ma il loro amore viene ostacolato dalle 30 piroette che Eldon deve eseguire prima di avere una ragazza (così deciso da Eldon e James). Nella quarta stagione lascia la Next Step per trasferirsi in Polonia. Inizialmente costretta a lasciare Eldon perché non convinta che una relazione a distanza funzioni, volerà a Londra prima della gara del ragazzo confessandogli di amarlo ancora e i due tornano insieme.

- Hunter, interpretato da Zac Vran (stagione 2; guest 3) e doppiato in Italia da Mirko Cannella.
Esperto breakdancer, si trasferisce dal Wisconsin e partecipa alle Audizioni per la Sfida. È il vecchio interesse amoroso di Michelle, che conosce fin dall'infanzia. Con l'aiuto di Emily, cerca di riconquistare quella che crede la sua ragazza, impegnata con Eldon, e di "restituire" quest'ultimo ad Emily. Il piano, a poco a poco, funziona e lui riesce ad uscire con Michelle, ma una volta tornato dall'appuntamento, dopo che Michelle le aveva parlato in continuazione di Eldon, capisce di amare Emily e la bacia. Nonostante ciò, Emily, costretta da Amanda, lo lascia dopo poco tempo. Hunter fa parte del gruppo ristretto delle nazionali con West, Eldon e James. Nella terza stagione non riesce ad entrare nel gruppo A, essendo stato battuto da Eldon, saluta la Next Step e torna nel Wisconsin. Ciò nonostante appare ancora in alcune puntate della terza stagione come guest star.

#### Dalla terza stagione
- Noah, interpretato da Myles Erlick (stagioni 3-6; ricorrente 2; guest 1).
Partecipa insieme a Richelle alle audizioni per il gruppo A. Suona benissimo la chitarra e canta e, insieme a James, forma un gruppo musicale. Ha paura che mentre canta in pubblico gli si spezzi la voce. Nella terza stagione viene commissionato da Kate per far parte del gruppo A. Riesce ad entrarci battendo Abi, di cui si è innamorato, ricambiato. Ciò causerà la gelosia di Richelle, innamorata anch'essa del ragazzo. Ha dei problemi nella terza stagione, avendo paura di confrontarsi con i compagni, secondo lui più bravi. Viene aiutato da Eldon ed Ella, che gli insegnano alcune mosse. Nella quarta stagione si innamora di Amanda e sarà un amore ricambiato. Nella quinta stagione dopo essersi lasciato con Amanda si fidanza con Jaquie.

- Cierra interpretata da Cierra Healey (stagione 3; guest 4)
Cierra è un'eccellente ballerina jazz. Prima di entrare alla Next Step, faceva parte dell'Elite Academy. Pian piano inizia ad affezionarsi alla Next Step perché nella nuova squadra trova un'empatia e una disponibilità che non ha mai trovato all'Elite. Lega specialmente con Noah e Riley. È un po' timida ed è una ragazza tranquilla. Nella quarta stagione si tinge di biondo e non fa parte del gruppo A: balla male per far sì che la sorella Skylar possa entrarci.

- Max (stagione 3; guest 4)
Max è un ex ballerino dell'Elite trasferitosi alla Next Step. Nella nuova scuola trova molte nuove amicizie. Lega molto con West, ma anche con Chloe, Eldon e Giselle. È molto sicuro di sé e sostiene di essere lui il ballerino più talentuoso della squadra, nella quarta stagione andrà via dalla Next step per andare al college.

- Shantel (ricorrente 3)
Shantel è una talentuosa ballerina jazz che per poco tempo entra nel gruppo A della Next Step. Molto ostile ed egoista, soprattutto con Giselle, la sfida infatti per diventare il capogruppo ma il ruolo viene affidato alla ballerina di danza acrobatica. Dalla rabbia lascia la scuola e, il suo posto nel gruppo viene affidato a James.

#### Dalla quarta stagione
- Richelle, interpretata da Briar Nolet (stagioni 4-7; ricorrente 2-3).
Bravissima ballerina di danza acrobatica. Molto determinata e con un carattere prepotente. Partecipa alle audizioni per il gruppo A, ma sfortunatamente non viene accettata. Sogna di entrare nel gruppo A e diventare capogruppo ed Emily l'aiuterà in questo. Nella terza stagione, grazie all'aiuto di Emily, riuscirà a convincere Kate a farle fare le audizioni per il gruppo A, in quanto quest'ultima era riluttante per il semplice fatto che la riteneva ancora inesperta per far parte del gruppo A. Infatti Richelle non entra nel gruppo e viene battuta da Max. Entra così nel gruppo B insieme a Gabi, Becca, Skylar, Shannon e Abi. È gelosa di Abi, che è innamorata di Noah, ricambiata. Nella quarta stagione fa parte del gruppo A ma non riesce a diventare capitano, insieme a Noah e Piper partecipa al ballo del trio per le qualificazioni alle regionali. Nella quinta stagione farà le audizioni per entrare nel gruppo A e le supererà con successo. Entrando nel team di Emily diventerà capitano. Sarà la migliore amica di Lola, ma dopo la battaglia tra East e Ovest lei sarà in competizione con Elliot nuovo ballerino professionista, poi parteciperà all'Unione dei due team visto che miss Kate non le permetterà di andare alle gare regionali. Ma poi essendo capitano competerà con Piper come compagna ma non vincerà, nessuna delle due, ma sarà Noah il nuovo capitano. Competerà per l'assolo di hip-hop (prima dato a Zara), che successivamente diventerà di balletto sulle punta, che sarà dato a lei stessa. Lì si scopre che ha una sindrome all'anca: lo confida alla sua amica Lola, però ballerà lo stesso al video per le qualificazioni.Nella sesta stagione guarisce e ritorna nel gruppo A, competendo alle regionali dove ballerá il suo ultimo duetto con Noah. Nella settima stagione sente la mancanza di Noah e Jacquie ma non lascia il gruppo. A Dance Mania gareggierà da solista contro la sua squadra ,tuttavia nella manche finale si unirà ad essa squalificandola ma ritornando nel gruppo A.
- Skylar, interpretata da Skylar Healey (stagione 4; ricorrente 3; guest 5) Ballerina di danza acrobatica e molto determinata. Nella terza stagione viene eliminata dalla sorella Cierra. Nella quarta stagione diventa Capitano, il quale ruolo è combattuto insieme ad Amy e Richelle. Nella quinta stagione non viene presa nel gruppo A quindi furiosa entra nei Gemini.
- Piper (stagioni 4-7) Ballerina di danza contemporanea e sorella di James, fa parte del trio per le qualificazioni ai regionali, è molto amica di Cassie, Amy, Sloane e Skylar ed è la leader del gruppo 0% club con Amy, Cassie e Sloane. Essendo a conoscenza della storia segreta tra Riley e Alfie fa molta fatica a tenerlo nascosto e ciò influisce pesantemente sulla sua carriera di ballerina. Quando ha il coraggio di rivelarlo a Riley, essendo molto delusa da ciò che lei ha fatto a James, la ragazza è costretta a confessarlo, rompendo con lui. Fa parte inizialmente del duetto per le qualificazioni con Alfie, ma verrà sostituita da Noah. Alle regionali sostituisce Sloane nel gruppo ristretto.Nella quinta stagione si unisce alla TNS East ma dopo poco si scambia con Amy ed entra nella TNS West,e diventa capitano di questa. Nella sesta stagione viene denigrata da Miss Angela perché non è capace di fare mosse acrobatiche,tuttavia rientrerà nel gruppo A dopo che Miss Angela verrà cacciata dalla scuola e rimpiazzata da Michelle ed Emily. In questa stagione acquisterà un rapporto speciale con Finn. Nella settima stagione si fidanza con Finn dopo averlo baciato.
- Henry (stagioni 4-7) ballerino di Hip Hop di colore. All'inizio fa amicizia con Eldon aiutandolo a superare la sua rottura con Thalia. Entra nel gruppo A e stringe una forte amicizia con La Troy con cui condivide lo stile di ballo. Balla nel gruppo ristretto ai regionali.Nella quinta stagione fa parte della TNS West . Nella stagione 6 si innamora di Amy ma questa non ricambia ,ma per lui non sarà un gran problema per troppo tempo visto che si fidanzerà con Summer alla fine della stagione.Nella settima stagione lascia Summer dopo varie incomprensioni, si re innamora di Amy che questa volta capisce che i due sono fatti per stare insieme.
- Amy (stagioni 4-7) ballerina di danza acrobatica, allegra e pazzerella. Fa parte del gruppo 0% con Sloane, Cassie e Piper e aspira a divenire capitano anche se non riesce nel suo intento. Si fidanza con La Troy ma i due si lasciano in maniera turbolenta durante i regionali in quanto il ragazzo è innamorato di Sloane. Partecipa al trio ai regionali insieme ad Amanda e Michelle. Dopo la sconfitta della Next Step è Alfie a tirarle su il morale.Nella stagione 5 farà parte della TNS West ma si scambierà con Piper quindi farà poi parte della TNS East.
- Cassie (stagione 4) ballerina jazz, è gentile e stringe amicizia con tutti in particolare con Michelle e Amy. Ha una particolare tendenza alla negatività e fa parte del gruppo 0%. Fa da riserva ai regionali insieme ad Amanda, ma partecipa ugualmente al ballo finale.
- LaTroy (stagione 4-5; guest 6) migliore amico di Sloane, è un ballerino di Hip Hop e crede di essere il migliore. Fa amicizia con Henry e Michelle, scopre di essere innamorato prima di Amy, che lascerà durante i regionali per Sloane con la quale si fidanzerà al termine della competizione. Ha un difficile rapporto con il padre e per questo decide di lasciare temporaneamente la Next Step per passare più tempo con lui, ma scatenando la rabbia di Sloane con la quale avrà un brutto litigio. Fa parte del gruppo ristretto ai regionali.Nella stagione 5 fa parte della TNS West ma deve lasciare il gruppo dopo che viene chiamato da un coreografo ben noto.
- Alfie (stagione 4) ballerino di danza jazz dalle grandi capacità, è innamorato di Riley sin da quando l'ha vista per la prima volta agli internazionali. Si scopre essere un principe svizzero che ha lasciato la sua patria per divenire un ballerino. Conquista Riley con la quale si scambia anche un bacio che tuttavia mette a repentaglio la relazione della ragazza con James, che ella deve poi lasciare. I due per un breve tempo hanno una relazione, ma poi Riley capisce chi ama veramente, lascia Alfie per tornare con James. Profondamente ferito, egli torna in Svizzera ma deciderà di rientrare alla Next Step proprio grazie a James e salvando la scuola da una possibile eliminazione. Nonostante il suo grande atto di coraggio, la squadra perde i regionali, ma egli sarà comunque di grande conforto ad Amy con la quale sembra instaurare un nuovo rapporto. Nella quinta stagione non è presente.
- Sloane (stagione 4; guest 5-6) ballerina di Hip Hop, è la migliore amica di La Troy e ha paura di non essere all'altezza di alcuni ballerini del Gruppo A. Scoprirà col tempo di essere innamorata di La Troy e per questo sarà molto gelosa di Amy, con la quale avrà non poche tensioni. La partenza di La Troy scatena in lei una forte rabbia, ma grazie alla sua lontananza riesce a riallacciare il rapporto quasi perduto con Amy e il gruppo 0%. Cercherà di contenere la sua gelosia al ritorno del ragazzo nel gruppo ma i due si fidanzano ugualmente al termine dei regionali dopo che ognuno ha finalmente compreso i suoi sentimenti. Nella quinta stagione non si allena più alla per fare l'assistente a un famoso coreografo, appare comunque come guest star.

#### Dalla quinta stagione
- Jacquie (stagioni 5-6) ballerina di danza contemporanea, ex fidanzata di Henry e nuova ragazza del suo migliore amico, Noah. Fa parte della TNS East. Nella sesta stagione lascia la scuola dopo che lo fa anche Noah.
- Lola (stagione 5) ballerina di danza classica. Entra a far parte della TNS East e diventa amica di Richelle.
- Ozzy (stagioni 5-7) ballerino di hip-hop. Si innamora di Richelle che però non sembra ricambiare. Il suo migliore amico è Kingston.
- Josh (stagione 5) ballerino di hip-hop. Diventa amico di Piper, che inizia a provare qualcosa per lui e glielo dirà alla fine della stagione. Lui però non ricambia perché la vede solo come un'amica.
- Kingston (stagioni 5-7) ballerino autodidatta. Ha imparato a ballare guardando video su youtube e va sempre in giro con il suo hoverboard. Il suo migliore amico è Ozzy. Fa parte della TNS West. Nella settima stagione intraprenderá una relazione con Lily.
- Zara (stagione 5) ballerina hip-hop. Vince una sfida contro Richelle e Jacquie per ottenere l'assolo di hip-hop.
- Heather (stagione 5; guest 6) ballerina di danza contemporanea. Lavora alla caffetteria e il suo sogno è quello di ballare, ma non può permetterselo. Entrerà alla TNS West grazie all'aiuto di Michelle.Nella sesta stagione lascia la scuola dopo che Miss Angela è la nuova proprietaria.

#### Dalla sesta stagione
- Summer (stagioni 6-7) ballerina di danza lirica. Nella sesta stagione inizierà a frequentare Henry, con cui però si lascerá all'inizio della stagione successiva. Nella settima stagione diventerà capitano del gruppo A.
- Kenzie(stagioni 6-7) ballerina jazz.
- Finn(stagioni 6-7) ballerino di hip-hop. Diventa amico di Piper.
- Davis (stagione 6) ballerina di danza jazz. Sorella di Jacquie, entra a far parte del gruppo A a metà stagione.

#### Dalla settima stagione
- Cleo (stagione 7) ballerina di hip-hop, entrerà a far parte del gruppo A nel ruolo di sostituta. Deciderà in seguito di lasciare il gruppo e unirsi al gruppo B, partecipando quindi alle Nazionali.
- Heathcliff (stagione 7; guest 6) ballerino di danza contemporanea, secondo sostituto del gruppo A. Diventerà un membro fisso del gruppo quando Summer deciderà di andarsene.
- Lily (stagione 7; ricorrente 6) ballerina di danza contemporanea, riesce a riconquistare la fiducia dei compagni ed entra a far parte del gruppo A. Inizia una relazione con Kingston.

#### Personale Next Step
- Kate (stagioni 1-3; guest 4-6) doppiata in Italia da Domitilla D'Amico.
È la proprietaria della the Next Step e ex ballerina. Nella prima stagione, gestisce la scuola insieme a Chris, che però verrà assunto dalla Superstar Academy. Allora Kate, per compensare la perdita, assume sua sorella Phoebe, ottima coreografa a cui è molto legata. Ha sempre sognato di partecipare alle internazionali e di vincerle, e questo sogno per fortuna si realizzerà. Alla fine della seconda stagione, apprende che la sua scuola è sottoposta ad uno sfratto e l'unico modo che ha per salvarla è di unire la Next Step con l'Elite, sacrificando però alcuni dei suoi ballerini. Alla fine si rivela una scelta azzeccata in quanto la maggior parte dei suoi ballerini verranno riconfermati e ne acquisisce altri, sbarazzandosi per altro del fastidioso Lucien. Tiene molto ai suoi ballerini, tanto che li considera suoi figli. Nella quarta stagione lascia la Next Step nelle mani di Riley per essere giudice di uno show inglese.

- Chris (ricorrente stagione 1, guest 2).
È il capo coreografo della Next Step nella prima e nella seconda stagione. È sempre stato presente per Kate e i ragazzi e crede profondamente in loro. Nella seconda stagione lascia la Next Step per la Superstar Academy. La sua scuola non riesce però a superare l'assolo maschile, in quanto Daniel non è ancora all'altezza di Eldon.

- Phoebe (ricorrente stagioni 2-3; guest 4).
È la sorella di Kate. È molto legata alla sorella, tanto che quest'ultima l'assume come capo coreografo per vincere le nazionali. Ha dei metodi di insegnamento molto strani e inusuali, che si rivelano però efficaci. Nella quarta stagione non è presente perché decide di nuotare con le tartarughe delle Galápagos.

- Nick (stagione 7).
Prende il posto di Michelle quando decide di lasciare lo studio. Nuovo proprietario, si occupa della Next Step al fianco di Emily.

#### Altri personaggi
- Gabi (guest stagioni 1-4) doppiata in Italia da Sara Labidi.
È una ballerina di danza contemporanea. Ha una sorella minore di nome Becca, a cui tiene molto. Nonostante è da più tempo che pratica danza, Becca la supera sia in tecnica che in creatività e lei ha una forte gelosia nei suoi confronti. Nella quarta stagione fa parte del gruppo J.
- Becca (ricorrente stagioni 2-4).
Ballerina acrobatica molto amica di Giselle, Ha una sorella di nome Gabi anche lei componente del gruppo J. All'inizio non viene accettata dalla sorella maggiore, in quanto quest'ultima è meno brava di Becca, nella quarta stagione farà parte del gruppo J.
- Beth (ricorrente stagioni 1-2; guest 3) doppiata in Italia da Laura Amadei.
È una ballerina membro del gruppo B. Era fidanzata con James, e al contrario di quest'ultimo non riesce a dimenticarlo. È molto gelosa e non accetta la relazione di James e Riley. Nella seconda stagione confessa a James di essere ancora innamorata di lui. Sempre nella seconda stagione riesce a farsi baciare da James, che però non ricambia il suo sentimento e sarà costretta a lasciarlo per farlo restare con Riley.
- Lucien (guest star stagioni 1-3) doppiato in Italia da Alberto Bognanni.
È il proprietario della scuola di danza Elite. È molto egoista, superficiale e fastidioso, tanto che ha sempre dato del filo da torcere a Kate e alla Next Step. Alla fine viene battuto dalla scuola Nemica, e nonostante il tentativo di unire la sua scuola di danza con quella di Kate non riesce a salvare l'Elite e a partecipare alle internazionali. Per pochi secondi diventa giudice delle internazionali, ma grazie ad un filmato fatto da Daniel di nascosto, viene licenziato.
- Ella (ricorrente stagione 3; guest 4).
È una ballerina britannica, trasferitasi dall'Inghilterra per frequentare la Next Step. Qui diventa subito amica di Riley, ma ciò inizia a rovinare il rapporto tra Riley e James, che alla fine si riappacificheranno. In realtà, Ella è andata alla Next Step per spiare i progressi della scuola canadese. Infatti copierà l'assolo di Riley, con il quale si esibirà alle internazionali vincendo il turno, dichiarando di non essere mai stata amica di Riley, la quale si sentirà tradita dalla sua ex-migliore amica. In seguito però verrà battuta da Riley, James e il gruppo Next Step, ritornando in Inghilterra. James la rincontrerà durante una competizione di hip hop a Londra poco dopo la rottura con Riley e curiosamente ella lo aiuterà nel superarla. In seguito si scoprirà che era in contatto con Riley, la quale non riesce a dimenticare James ed userà Ella per capire come si senta il ragazzo dopo la rottura.
- Tess (ricorrente stagione 2-3)  Era la vice di Amanda nell'Elite. È molto determinata, presuntuosa e nella terza stagione viene eliminata proprio da Amanda.
- Abi (ricorrente stagione 3; guest 4) È una ballerina eliminata nella terza stagione ed entra nel gruppo B. Si innamora di Noah e scatenerà la gelosia di Richelle.
- Shannon (ricorrente stagione 3; guest 4) Viene eliminata nella terza stagione ed entrerà nel gruppo B.
- Jude (ricorrente stagione 7) partecipa alle audizioni per il gruppo A ma non viene presa poiché all'ultimo step dimentica i passi della coreografia. Diventerà un membro del gruppo B. Si scoprirà che è dislessica. Stringerá amicizia con Cleo.